# Nefertiti: La regina del sole
Nefertiti: La regina del sole (Néfertiti, l'ombre du soleil) è un libro scritto da Christian Jacq, pubblicato in Francia nel 2013, e in Italia nel 2017.

## Personaggi
- Nefertiti
- Akhenaton
- Maya

## Edizioni
- Christian Jacq, Nefertiti: La regina del sole, traduzione di Maddalena Togliani, Mantova, Tre60, 12 gennaio 2017,  p. 334, ISBN 978-8867023844.
- Christian Jacq, Nefertiti: La regina del sole, traduzione di Maddalena Togliani, Milano, TEA, 21 marzo 2019,  p. 334, ISBN 978-8850252473.